# Брин (Звёздный путь)
Брин (англ. Breen) — вымышленная инопланетная цивилизация из научно-фантастической вселенной «Звездного Пути». Впервые упоминаются в эпизоде «Потеря» четвертого сезона сериала «Звёздный путь: Следующее поколение», вышедшего в эфир в 1990 году. Также брины упоминались в некоторых других эпизодах «Следующего поколения», но не появлялись на экране до четвертого сезона 1996 года сериала «Звёздный путь: Глубокий космос 9» (эпизод «Неосторожность»). В «Глубоком космосе 9» они сыграли значительную роль в финальной сюжетной линии, в ходе которой появилось много информации о них. Истинный облик бринов остается нераскрытым для зрителей, поскольку они никогда не появлялись на экране без шлемов.

## История создания
Брины впервые были упомянуты в эпизоде «Потеря» четвертого сезона сериала «Звёздный путь: Следующее поколение», который впервые вышел в эфир в 1990 году. В эпизоде было рассказано, что их раса, как и некоторые другие виды, нечитаема эмпатами, так же как, например, ференги. Ссылки на них были сделаны в нескольких других эпизодах сериалов «Следующее поколение» («Культовый герой» S05 E11) и «Звёздный путь: Вояджер», но сами брины не появились на экране до эпизода 1996 года «Неосторожность» сериала «Глубокий космос 9». Здесь они были изображены как управляющие горнодобывающим предприятием на отдалённой планете в Альфа-квадранте, из которого кардассианец Гал Дукат и баджорка майор Кира Нерис спасли дочь Дуката, Тору Зиял. По словам сценариста и продюсера «Глубокого космоса 9» Роберта Хьюитта Вульфа, брины с момента первого упоминания в «Следующем поколении» использовались как «отвлекающий манёвр» или как шутка производственного персонала, потому что «они были людьми, которые были там, которые были опасны, но никогда не были ответственны за какие-либо проблемы». И вот, наконец, в новом эпизоде они стали злодеями. По словам сценариста и продюсера Айры Стивена Бера, их истинный внешний вид будет скрыт под масками, потому что «я не был в настроении придумывать новую инопланетную расу. Поэтому я сказал: Давайте не будем их видеть. Давайте оденем их в костюмы, потому что они обычно живут на холоде.»
Внешний вид масок бринов, включающий в себя характерный «клюв», был получен из визуального предположения, что они являются носатым видом, как арктический волк. Костюмы были проблематичны для актеров, играющих их, поскольку они затрудняли как зрение, так и дыхание: в клюве было только одно небольшое отверстие, примерно в восьми дюймах от носа актера, согласно дублеру Тодда Слейтона, который играл Тота Гора. Костюмы также включали большие, неуклюжие сапоги, а наряды были слоистыми, как шкура броненосца, что затрудняло движение. Шлемы, которые было сложно надеть и снять, держались на магнитах и постоянно падали, когда кто-то натыкался на них. Переключатели для огней на шлемах были внутри, требуя для включения и выключения света, чтобы актер снял шлем. По причинам, неизвестным производственному персоналу, девятивольтовых батарей, которые питали огни, хватало всего на несколько минут до разрядки.
В соответствии с дизайном бринов как таинственной расы, звуки их речи были вдохновлены металлической машинной музыкой альбома Лу Рида, которую звукорежиссёры обязаны были слушать при создании электронного кудахтанья, которое служило голосами.

## История и культура бринов
Родным миром бринов является планета Брин, которая, согласно эпизодам «Пока смерть не разлучит нас» и «Неосторожность» сериала «Звёздный путь: Глубокий космос 9», представляет собой ледяную пустыню, однако в эпизоде «Меняющееся лицо зла» ворта Вейюн (Вейюн-7) заявляет, что на самом деле климат там довольно умеренный. Среди бринов беременность в молодом возрасте является обычным явлением, согласно эпизоду «Элогиум», сериала «Звёздный путь: Вояджер», хотя и не было установлено, что считается «молодым» в культуре бринов. У бринов нет крови, и что выполняет её функция в физиологии, не выяснено. Хотя диета бринов неизвестна, лейтенант-коммандеру Ворфу и Эзри Дакс давали пасту из водорослей, когда они были пленниками на корабле бринов в эпизоде «Пока смерть не разлучит нас». Вероятно, что Гал Дукат и Кира Нерис одни из немногих кто видел бринов без скафандра, но по какой-то причине не сообщили об их внешнем виде никтому из своих знакомых.
Исторически клингоны были одними из первых, кто обнаружил последствия недооценки бринов. Как показано в «Пока смерть не разлучит нас», во времена Второй Клингонской Империи канцлер Моуга приказал целому флоту клингонских военных кораблей вторгнуться и завоевать родной мир бринов. Флот не вернулся и больше о нём ничего не было слышно. У Ромуланцев есть поговорка: «Никогда не поворачивайся спиной к брину». Эта поговорка была впервые изложена (и проиллюстрирована) в эпизоде «Глубокого космоса 9» «Адский свет», в котором пленник-брин выхватил пистолет-разрушитель из кобуры охранника Доминиона, повернувшегося к нему спиной в тюрьме астероидов Доминиона, и использовал его для уничтожения двух охранников Доминиона прежде чем один из них убил пленника. До этого момента брин никак не давал охране понять, что он может быть настолько опасен.
Брины создали изолированную Конфедерацию Бринов в Альфа-квадранте (квадрант Млечного Пути, в котором расположена Земля, а также родные миры ференги, кардассианцев и части Клингонской Империи и Ромуланской звёздной империи). Они установили аванпосты возле Черного кластера, согласно эпизоду «Следующего поколения» «Культовый герой». Также брины создали горнодобывающие предприятия, состоящие из бринов-охранников и рабов, похищенных с космических кораблей. Например, стала рабом Тора Зиял, наполовину баджорская дочь кардассианского Гала Дуката, чей корабль, «Равинок», потерпел крушение на планете Дозария, контролируемой бринами (события эпизода «Неосторожность» сериала «Звёздный путь: Глубокий космос 9»).
В эпизоде «Культовый герой» сериала «Звёздный путь: Следующее поколение» упоминается, что они всегда были политически нейтральны, однако позже становятся мощным союзником Доминиона, основной силы Гамма-квадранта, во время войны Доминиона, которая велась в течение последних двух сезонов сериала «Звёздный путь: Глубокий космос 9». Брины, как выяснилось, объединились с Доминионом в эпизоде «Пока смерть не разлучит нас». После этого они напали на Землю, успев уничтожить часть Сан-Франциско, прежде чем получили отпор. Они также оказались могущественным противником во время битвы при Чин’токе, в которой сражались вместе с кардассианцами и Доминионом против альянса Федерации, Клингонской Империи и Ромуланской Империи. Во время этой битвы брины помогли уничтожить флот кораблей альянса, включая Дефайнт NX-74205. Брины также взяли на себя большую ответственность в военных вопросах. Ведущие представители Конфедерации Бринов, называемые «Тотами» (которых Дамар, лидер кардассианских военных, сравнивает с собственным рангом Легата в эпизоде «Странные парни»), такие как Тот Гор и Тот Пран, получили больше полномочий, к горечи Дамара, чей собственный народ ранее присоединился к Доминиону. Это стало одним из факторов, приведших Дамара к смене стороны и к восстанию за свободу Кардассии. После того, как кардассианцы выступили против Доминиона, Доминион и брины были побеждены в битве при Кардассии Прайм в финальной серии «Глубокого космоса 9» «То, что ты теряешь». После событий эпизода «То, что ты теряешь» брины не упоминались в канонических произведениях, поэтому их дальнейший статус в каноне неизвестен.

### Неканонические сведения
«Игра с нулевой суммой», вторая книга из неканонической серии «Star Trek: Typhon Pact», написанная Дэвидом Аланом Мэком в 2010—2012 годах, рассказывает, что Конфедерация Бринов — альянс из различных рас, носящих одинаковые костюмы и шлемы в знак пренебрежения видовыми различиями во имя альянса. Известные виды бринов:
- Амонири, чьи тела не имеют крови и которым требуется охлаждение в костюмах для выживания
- Фенрисал, чья удлинённая морда дала форму традиционному шлему бринов
- Паклю, которые имеют четырехлопастные мозги, которые не могут быть прочитаны большинством телепатических видов
- Сильван, чей облик наиболее схож с человеческим
- Виронат, серокожий вид с несколькими конечностями (представлен в шестом романе серии «Star Trek: Typhon Pact», «Язвы ночи», 2012, Дэвида Р. Георга III)

## Технологии и оборудование
В эпизоде «Скорпион» сериала «Звёздный путь: Вояджер» лейтенант Тувок упоминает, что брины используют биотехнологии в своих кораблях. В эпизоде «Культовый герой» сериала «Звёздный путь: Следующее поколение» говорится, что их корабли оснащены маскирующими устройствами и дизрапторами.
В фильме «Звездный путь: Поколения» Уильям Райкер говорит о бринах, как об одной из трёх рас, имеющих на вооружении ручные дизрапторы типа 3.
В ходе битвы при Чин’токе брины применяют эффективное энергопоглощающее оружие, способное вывести из строя все энергосистемы кораблей Федерации и их союзников (впоследствии клингоны разрабатывают модификацию двигателя, позволяющую избежать воздействия оружия бринов, но эта модификация неприменима к кораблям Федерации и Ромуланской империи из-за различий в устройстве двигателя). Брины применяют это оружие с большой эффективностью, полностью обездвижив звездолёт Дефайнт NX-74205 и флот кораблей альянса.
Шлем бринов состоит из маски, с горящим зеленым, либо маленькими зелеными и красными огнями, и съемного «клюва». Костюмы бывают двух типов. Первый — стандартный костюм, который носит большинство бринов. Второй — более богато украшенная версия, которую носят Тоты или другие официальные лица — имеет золотую подкладку и отличительные золотые полосы, идущие вниз по верхней части шлема и «клюва», как показано в более поздних эпизодах «Глубокого космоса 9», таких как «Странные парни».
Неканонические книжные легенды ференги утверждают, что ференги купили технологию маскирующего устройства у брина, которого они называли «Брином в маске» (потому что они не знали, что все брины носят маски). Взамен они продали брину оба полюса Ференгинара, несколько комет и замороженную луну.

## Другие появления
Помимо регулярных упоминаний в сериалах, брины являются одними из основных врагов Федерации и Клингонской империи в игре Star Trek Online.
Брины принимали участие в соревнованиях на станции Deep Space 3, согласно эпизоду «Интерфейс», седьмого сезона «Следующего поколения» 1993 года.
Каперы бринов атаковали Свободную гавань, Баджорскую колонию, в эпизоде «Для того чтобы умереть», четвертого сезона 1996 года «Глубокого космоса 9».
Брин появился в сериале «Звёздный путь: Вояджер» как голограмма, усиленная Хиродженами, в эпизоде седьмого сезона «Плоть и кровь».
Раса Брин играет важную роль в сюжете пятого сезона «Звёздный путь: Дискавери.
Брин — один из главных героев «Star Trek: Renegades», фан-фильма, опубликованного на YouTube.